# Bobby Reynolds
Robert Thomas (Bobby) Reynolds (Cape Cod, 17 juli 1982) is een voormalige Amerikaanse tennisser. Hij heeft één ATP-toernooi in het dubbelspel gewonnen. Hij deed al mee aan verschillende Grand Slams. Hij heeft tien challengers in het enkelspel en 25 challengers in het dubbelspel gewonnen.

## Jaarverslagen

### 2002
Hij bereikte in futures-toernooien twee kwartfinales en een record van 6-5. Hij won de titel in het dubbelspel op het futures-toernooi van Decatur. Hij had in het dubbelspel een record van 6-4 op futures-toernooien.

### 2003
Hij maakte zijn ATP-debuut met een wildcard op het ATP-toernooi van Indianapolis. Hij kreeg ook een wildcard voor het ATP-toernooi van Los Angeles. Hij was finalist op het futures toernooi van Californië (verloor van Matias Boeker). Hij had een record van 7-5 op futures toernooien en een record van 3-7 op challengers. Hij maakte in het dubbelspel zijn debuut op ATP toernooien in het ATP-toernooi van Indianapolis (zijn partner: Rajeev Ram). Hij maakte in het dubbelspel zijn Grand Slam debuut op US Open en bereikte de tweede ronde met zijn partner Robby Ginepri. Hij won in het dubbelspel een futures-toernooi in Auburn met partner John Paul Fruttero) en het futures-toernooi in Arlington met Brian Baker. Hij was het week erna finalist op het futures-toernooi in Hammond met zijn partner Amer Delić.

### 2004
Hij maakte zijn Grand Slam debuut als een wildcard op US Open. Hij was de winnaar van het futures-toernooi van Kenosha (versloeg Huntley Montgomery).  Hij had dit jaar een record van 13-12 in challengers en 11-8 in futures-toernooien. Hij was in het dubbelspel finalist in Kenosha met zijn partner Huntley Montgomery. Hij bereikte in het dubbelspel zes halve finales in futures-toernooien, en had een record van 14-16.

### 2005
Hij had dit jaar een succesvol seizoen in challengers en ook nog eens zijn beste ATP-resultaten want hij eindigde voor het eerst in zijn carrière in de top 100. Hij opende het jaar met de kwalificatie voor zijn eerste Australian Open, waar hij de derde ronde bereikte, wat zijn beste resultaat tijdens Grand Slams was (versloeg Nicolás Almagro en Andrei Pavel maar verloor van Rafael Nadal). Hij kreeg een wildcard voor het ATP-toernooi van San José waar hij voor het eerst in zijn carrière speelde tegen een top 10 speler, maar verloor die match (van Andre Agassi). Hij kwalificeerde zich voor het ATP-toernooi van Scottsdale, maar verloor in de eerste ronde van Vincent Spadea. Hij maakte zijn ATP Masters series debuut als een gekwalificeerde speler op het ATP-toernooi van Indian Wells (verloor in de eerste ronde van Sargis Sargsian). In april bereikte hij de halve finale van de challenger van Mexico-Stad (verloor van Amer Delić). In juli bereikte hij de halve finale op de challenger van Aptos (verloor van Andy Murray). Later die maand werd hij finalist in de challenger van Lexington (verloor van Dudi Sela). Als een wildcard speler bereikte hij zijn eerste kwartfinale in ATP-toernooien, en dit op het ATP-toernooi van Washington (versloeg Alex Clayton, Ricardo Mello en Jan Hernych maar verloor van Tomáš Berdych). De volgende week bereikte hij de halve finale van de challenger van Binghamton (verloor van Alejandro Falla). Hij was finalist op de challenger van Lubbock (verloor van Ramón Delgado). Later het jaar bereikte hij de halve finale van de challenger van Carson (verloor van Amer Delić) voor hij de titel won van de challenger van Nashville (versloeg Ramón Delgado). Hij had dit jaar een record van 34-19 in challengers. In het dubbelspel bereikte hij zijn eerste ATP-finale, en dit op het ATP-toernooi van New Haven met zijn partner: Rajeev Ram. Hij won in het dubbelspel de challengers-toernooien in Mexico-Stad (ook met Rajeev Ram), Lexington (met Scoville Jenkins) en Calabasas (met Amer Delić). Hij had in het dubbelspel een record van 24-13 in challengers. Hij verdiende dit jaar $ 157.528.

### 2006
Hij had een record van 21-16 in challengers met één titel (in Tulsa) en drie halve finales (in Waikoloa, Tallahassee en León. In het dubbelspel won hij zijn eerste ATP-titel, en dit op het ATP-toernooi van Indianapolis (met Andy Roddick). Hij won in het dubbelspel ook de challengers van Tunica (met Jeff Morrison), Dallas en Tulsa (beiden met Rajeev Ram als partner). Hij was in het dubbelspel ook finalist op de challenger van Tallahassee (met Tripp Phillips).

### 2007
Hij bereikte een record van 41-26 in challengers met één titel en twee andere finales die hij weliswaar verloor. Hij speelde een paar toernooien op ATP-niveau. Hij verloor in de eerste ronde van Australian Open (verloor van Andreas Seppi), Wimbledon (verloor van Fernando Verdasco) en US Open (verloor van Tommy Robredo). In het periode april-mei won hij de challenger van Naples (versloeg Robert Kendrick), bereikte de halve finale van de challenger van Tallahassee en bereikte hij de kwartfinales van de challengers van Santa Clarita en Bermuda. In de zomer bereikte hij de finales van de challengers van Yuba City (verloor van Kevin Kim) en Aptos (verloor van Donald Young). Hij sloot het seizoen af met een halve finale in de challenger van Nashville. In het dubbelspel won hij zes challengers toernooien (in alle zes was Rajeev Ram zijn partner). Hij bereikte in het dubbelspel ook vier andere finales van challengers. Zijn eindejaarsranking was no. 84 individueel op de ranglijst van het dubbelspel.

### 2008
De Amerikaan bereikte twee kwartfinales in ATP-toernooien en won twee challengers. Hierdoor eindigde hij nog eens in de top 100 sinds 2005. Hij won ook in het dubbelspel drie challengers. Hij opende het seizoen met een eerste ronde verlies op Australian Open (verloor van Gilles Simon). In februari bereikte hij de kwartfinale op het ATP-toernooi van Delray Beach (verloor van de latere winnaar van het toernooi, Kei Nishikori). Hij kwalificeerde zich voor het ATP-toernooi van Indian Wells en het ATP-toernooi van Miami (in de laatst genoemde toernooi versloeg hij Marat Safin, maar verloor daarna van Michail Joezjny). Hij won de challengers van Tallahassee (versloeg Robert Kendrick) en Baton Rouge (versloeg Igor Koenitsyn). Hij bereikte no. 77 in de enkelranking op 28 april. Hij maakte zijn debuut op Roland Garros en bereikte daar de tweede ronde. Daarna bereikte hij de derde ronde op Wimbledon. Hij bereikte de kwartfinale op het ATP-toernooi van Indianapolis en de tweede ronde op het ATP-toernooi van Washington en op US Open. En ook twee halve finales in de challengers van Vancouver en Tulsa. In het dubbelspel won hij de challengers van Heilbronn (met partner Rik De Voest), Tallahassee, Humacao en Champaign. Ook bereikte hij in het dubbelspel de finale van de challenger van Tulsa (bij al de vier laatst genoemde challengers was Rajeev Ram zijn partner). Hij bereikte in het dubbelspel de halve finale van het TP-toernooi van Indianapolis (met Rajeev Ram). Hij verdiende dit jaar $ 385.917.

### 2009
Hij had in mei een gescheurde pees in zijn linkerpols en speelde vijf toernooien met deze blessure voor hij de laatste drie maanden van het seizoen rust nam. Hij maakte negen eerste ronde exits gedurende het hele seizoen en speelde zijn laatste match in het ATP-toernooi van Los Angeles. Hij keerde pas terug in 2010.

### 2010
Na zeven maanden herstel van zijn blessure keerde hij terug op de challenger van Dallas, waar hij als no. 458 de kwartfinale bereikte (verloor van Ramón Delgado). Speelde zijn eerste ATP-toernooi van het jaar op het ATP-toernooi van Memphis (verloor van Lukáš Lacko).

### 2011
Hij kwalificeerde zich voor het ATP-toernooi van Auckland (verloor in de eerste ronde van Marcel Granollers) en voor het ATP-toernooi van Londen (verloor in de eerste ronde van Rainer Schüttler). Als no. 118 verloor hij van David Nalbandian in de eerste ronde van US Open. Het lukte hem niet zich te kwalificeren voor de Australian Open, Roland Garros en Wimbledon. Hij won twee challengers, namelijk in León (versloeg Andre Begemann) en in Tulsa (versloeg Michael McClune). Hij was finalist in de challengers van Rimouski (verloor van Fritz Wolmarans) en Winnetka (verloor van James Blake). Hij kwalificeerde zich in november voor het ATP Challenger Tour Finals in São Paulo.

## Palmares
| Legenda                       | Legenda               |
| ----------------------------- | --------------------- |
| Grand Slam                    |                       |
| Olympische Spelen             |                       |
| tot 2009                      | vanaf 2009            |
| Tennis Masters Cup            | ATP Finals            |
| ATP Masters Series            | ATP Tour Masters 1000 |
| ATP International Series Gold | ATP Tour 500          |
| ATP International Series      | ATP Tour 250          |

### Palmares enkelspel
| Nr.                  | Datum             | Toernooi    | Ondergrond    | Tegenstander in finale | Score          |
| -------------------- | ----------------- | ----------- | ------------- | ---------------------- | -------------- |
| Gewonnen challengers |                   |             |               |                        |                |
| 1.                   | 12 november 2005  | Nashville   | Hardcourt (I) | Ramón Delgado          | 6-4, 6-4       |
| 2.                   | 1 oktober 2006    | Tulsa       | Hardcourt     | Michael Russell        | 7-63, 6-3      |
| 3.                   | 6 mei 2007        | Naples      | Gravel        | Robert Kendrick        | 7-65, 6-4      |
| 4.                   | 19 april 2008     | Tallahassee | Hardcourt     | Robert Kendrick        | 5-7, 6-4, 6-3  |
| 5.                   | 27 april 2008     | Baton Rouge | Hardcourt     | Igor Koenitsyn         | 6-3, 63-7, 7-5 |
| 6.                   | 22 november 2008  | Knoxville   | Hardcourt (I) | Luka Gregorc           | 6-4, 6-2       |
| 7.                   | 6 juni 2010       | Ojai        | Hardcourt     | Marinko Matosevic      | 3-6, 7-5, 7-5  |
| 8.                   | 19 september 2010 | Tulsa       | Hardcourt     | Lester Cook            | 6-3, 6-3       |
| 9.                   | 1 mei 2011        | León        | Hardcourt     | Andre Begemann         | 6-3, 6-3       |
| 10.                  | 18 september 2011 | Tulsa       | Hardcourt     | Michael McClune        | 6-1, 6-3       |

### Palmares dubbelspel
| Nr.                          | Datum             | Toernooi         | Ondergrond    | Partner            | Tegenstanders in finale                | Score              | Details |
| ---------------------------- | ----------------- | ---------------- | ------------- | ------------------ | -------------------------------------- | ------------------ | ------- |
| Gewonnen finales herendubbel |                   |                  |               |                    |                                        |                    |         |
| 1.                           | 23 juli 2006      | ATP Indianapolis | Hardcourt     | Andy Roddick       | Paul Goldstein Jim Thomas              | 6-4, 6-4           | Details |
| Verloren finales herendubbel |                   |                  |               |                    |                                        |                    |         |
| 1.                           | 28 augustus 2005  | ATP New Haven    | Hardcourt     | Rajeev Ram         | Gastón Etlis Martín Rodríguez          | 4-6, 3-6           | Details |
| 2.                           | 28 september 2008 | ATP Peking       | Hardcourt     | Ashley Fisher      | Stephen Huss Ross Hutchins             | 5-7, 4-6           | Details |
| Gewonnen challengers         |                   |                  |               |                    |                                        |                    |         |
| 1.                           | 17 april 2005     | Mexico-Stad      | Hardcourt     | Rajeev Ram         | Rik De Voest Łukasz Kubot              | 6-1, 67-7, 7-64    |         |
| 2.                           | 25 juli 2005      | Lexington        | Hardcourt     | Scoville Jenkins   | Roger Anderson Rik De Voest            | 6-4, 6-4           |         |
| 3.                           | 17 oktober 2005   | Calabasas        | Hardcourt     | Amer Delić         | Zbynek Mlynarik Glenn Weiner           | 7-5, 7-64          |         |
| 4.                           | 6 februari 2006   | Dallas           | Hardcourt (I) | Rajeev Ram         | Mirko Pehar Dušan Vemić                | 6-3, 6-4           |         |
| 5.                           | 8 mei 2006        | Tunica           | Gravel (I)    | Jeff Morrison      | Hugo Armando Ricardo Mello             | 3-6, 7-65, [11-9]  |         |
| 6.                           | 25 september 2006 | Tulsa            | Hardcourt     | Rajeev Ram         | Scott Lipsky David Martin              | 6-4, 6-4           |         |
| 7.                           | 14 mei 2007       | Forest Hills     | Gravel        | Rajeev Ram         | Patrick Briaud Sam Warburg             | 6-3, 6-4           |         |
| 8.                           | 28 mei 2007       | Carson           | Hardcourt     | Rajeev Ram         | Víctor Estrella Burgos Alberto Francis | 7-68, 6-2          |         |
| 9.                           | 16 juli 2007      | Aptos            | Hardcourt     | Rajeev Ram         | John Paul Fruttero Cecil Mamiit        | 65-7, 6-3, [10-7]  |         |
| 10.                          | 24 september 2007 | Tulsa            | Hardcourt     | Rajeev Ram         | Alex Bogomolov jr. Brian Wilson        | 7-68, 7-5          |         |
| 11.                          | 29 oktober 2007   | Busan            | Hardcourt     | Rajeev Ram         | Rik De Voest Pierre-Ludovic Duclos     | 6-0, 6-2           |         |
| 12.                          | 5 november 2007   | Nashville        | Hardcourt (I) | Rajeev Ram         | Ashley Fisher Stephen Huss             | 64-7, 6-3, [12-10] |         |
| 13.                          | 21 januari 2008   | Heilbronn        | Tapijt (I)    | Rik De Voest       | Igor Koenitsyn Aisam-ul-Haq Qureshi    | 7-62, 65-7, [10-4] |         |
| 14.                          | 7 april 2008      | Humacao          | Hardcourt     | Rajeev Ram         | Lester Cook Kevin Kim                  | 6-3, 6-4           |         |
| 15.                          | 14 april 2008     | Tallahassee      | Hardcourt     | Rajeev Ram         | Robert Kendrick Ryan Sweeting          | opg.               |         |
| 16.                          | 10 november 2008  | Champaign        | Hardcourt (I) | Rajeev Ram         | Olivier Charroin Nicolas Tourte        | 3-6, 6-3, [10-6]   |         |
| 17.                          | 16 maart 2009     | Sunrise          | Hardcourt     | Eric Butorac       | Jeff Coetzee Jordan Kerr               | 5-7, 6-4, [10-4]   |         |
| 18.                          | 6 april 2009      | Baton Rouge      | Hardcourt     | Rajeev Ram         | Harsh Mankad Scott Oudsema             | 6-3, 66-7, [10-3]  |         |
| 19.                          | 11 april 2011     | Tallahassee      | Hardcourt     | Vasek Pospisil     | Go Soeda James Ward                    | 6-2, 6-4           |         |
| 20.                          | 25 april 2011     | León             | Hardcourt     | Rajeev Ram         | Andre Begemann Chris Eaton             | 6-3, 6-2           |         |
| 21.                          | 20 juni 2011      | Guadalajara      | Hardcourt     | Vasek Pospisil     | Pierre-Ludovic Duclos Ivo Klec         | 6-4, 66-7, [10-6]  |         |
| 22.                          | 27 juni 2011      | Winnetka         | Hardcourt     | Treat Huey         | Jordan Kerr Travis Parrott             | 7-67, 6-4          |         |
| 23.                          | 12 september 2011 | Tulsa            | Hardcourt     | David Martin       | Sam Querrey Chris Wettengel            | 6-4, 6-2           |         |
| 24.                          | 23 april 2012     | Savannah         | Gravel        | Marinko Matosevic  | Travis Parrott Simon Stadler           | 7-67, 6-4          |         |
| 25.                          | 29 september 2013 | Napa             | Hardcourt     | John-Patrick Smith | Steve Johnson Tim Smyczek              | 6-4, 7-6(2)        |         |

## Prestatietabel
| Legenda | Legenda                          |
| ------- | -------------------------------- |
| g.t.    | geen toernooi gehouden           |
| l.c.    | lagere categorie                 |
| –       | niet deelgenomen                 |
| G       | uitgeschakeld in de groepsfase   |
| 1R      | uitgeschakeld in de eerste ronde |
| 2R      | uitgeschakeld in de tweede ronde |
| 3R      | uitgeschakeld in de derde ronde  |
| 4R      | uitgeschakeld in de vierde ronde |
| KF      | uitgeschakeld in de kwartfinale  |
| HF      | uitgeschakeld in de halve finale |
| F       | de finale verloren               |
| W       | het toernooi gewonnen            |
| w-v     | winst/verlies-balans             |

### Prestatietabel enkelspel
| Grandslamtoernooien   |                   |                   |                   |                   |                   |                 |                 |                 |                 |                 |        |
| Australian Open       | –                 | 3R                | 1R                | 1R                | 1R                | 1R              | –               | –               | –               | –               | 2-5    |
| Roland Garros         | –                 | –                 | –                 | –                 | 2R                | 1R              | –               | –               | –               | –               | 1-2    |
| Wimbledon             | –                 | –                 | –                 | 1R                | 3R                | 1R              | –               | –               | –               | 2R              | 3-4    |
| US Open               | 1R                | 1R                | 1R                | –                 | 2R                | –               | –               | 1R              | 1R              | –               | 1-6    |
| Winst-verlies         | 0–1               | 2–2               | 0-2               | 0-2               | 4-4               | 0–3             | 0–0             | 0–1             | 0–1             | 1–1             | 7-17   |
| ATP World Tour Finals |                   |                   |                   |                   |                   |                 |                 |                 |                 |                 |        |
| ATP World Tour Finals | –                 | –                 | –                 | –                 | –                 | –               | –               | –               | –               | –               | 0-0    |
| ATP Masters 1000      |                   |                   |                   |                   |                   |                 |                 |                 |                 |                 |        |
| Indian Wells          | –                 | 1R                | 1R                | –                 | 1R                | 2R              | 1R              | –               | 1R              | 2R              | 2-7    |
| Miami                 | –                 | –                 | –                 | –                 | 2R                | 2R              | –               | –               | –               | –               | 2-2    |
| Monte Carlo           | –                 | –                 | –                 | –                 | –                 | –               | –               | –               | –               | –               | 0–0    |
| Rome                  | –                 | –                 | –                 | –                 | –                 | –               | –               | –               | –               | –               | 0-0    |
| Hamburg               | –                 | –                 | –                 | –                 | –                 | lager categorie | lager categorie | lager categorie | lager categorie | lager categorie | 0–0    |
| Madrid                | –                 | –                 | –                 | –                 | –                 | –               | –               | –               | –               | –               | 0-0    |
| Montréal/Toronto      | –                 | –                 | –                 | –                 | –                 | –               | –               | –               | –               | –               | 0–0    |
| Cincinnati            | –                 | –                 | –                 | –                 | –                 | –               | –               | –               | –               | –               | 0-0    |
| Shanghai              | geen Masters 1000 | geen Masters 1000 | geen Masters 1000 | geen Masters 1000 | geen Masters 1000 | –               | –               | –               | –               | –               | 0–0    |
| Parijs                | –                 | –                 | –                 | –                 | –                 | –               | –               | –               | –               | –               | 0-0    |
| Olympische Spelen     |                   |                   |                   |                   |                   |                 |                 |                 |                 |                 |        |
| Olympische Spelen     | –                 | geen toernooi     | geen toernooi     | geen toernooi     | –                 | geen toernooi   | geen toernooi   | geen toernooi   | –               | g.t.            | 0-0    |
| Statistieken          |                   |                   |                   |                   |                   |                 |                 |                 |                 |                 |        |
| Totaal aantal titels  | 0                 | 0                 | 0                 | 0                 | 0                 | 0               | 0               | 0               | 0               | 0               | 0      |
| Totaal winst-verlies  | 0-1               | 5-8               | 1-11              | 0-3               | 13-19             | 3-13            | 0-2             | 0-3             | 4-7             | 2-4             | 28-73  |
| Eindejaarsranking     | 279               | 99                | 189               | 108               | 82                | 334             | 163             | 127             | 148             | 355             | n.v.t. |

### Prestatietabel dubbelspel
| Grandslamtoernooien   |                   |                   |                   |                   |                   |                 |                 |                 |                 |        |
| Australian Open       | –                 | –                 | 1R                | 1R                | –                 | 3R              | –               | –               | –               | 2-3    |
| Roland Garros         | –                 | –                 | 1R                | –                 | 3R                | 1R              | –               | –               | –               | 2-3    |
| Wimbledon             | –                 | –                 | 3R                | 2R                | 2R                | –               | 1R              | –               | 2R              | 5-5    |
| US Open               | 2R                | 2R                | 3R                | 1R                | 2R                | –               | 2R              | 1R              | 1R              | 6-8    |
| Winst-verlies         | 1–1               | 1-1               | 4-4               | 1-3               | 4-3               | 2-2             | 1-2             | 0–1             | 1-2             | 15-19  |
| ATP World Tour Finals |                   |                   |                   |                   |                   |                 |                 |                 |                 |        |
| ATP World Tour Finals | –                 | –                 | –                 | –                 | –                 | –               | –               | –               | –               | 0-0    |
| ATP Masters 1000      |                   |                   |                   |                   |                   |                 |                 |                 |                 |        |
| Indian Wells          | –                 | –                 | –                 | –                 | –                 | –               | –               | –               | –               | 0-0    |
| Miami                 | –                 | –                 | –                 | –                 | –                 | 2R              | –               | –               | –               | 1-1    |
| Monte Carlo           | –                 | –                 | –                 | –                 | –                 | –               | –               | –               | –               | 0–0    |
| Rome                  | –                 | –                 | –                 | –                 | –                 | –               | –               | –               | –               | 0-0    |
| Hamburg               | –                 | –                 | –                 | –                 | –                 | lager categorie | lager categorie | lager categorie | lager categorie | 0–0    |
| Madrid                | –                 | –                 | –                 | –                 | –                 | –               | –               | –               | –               | 0-0    |
| Montréal/Toronto      | –                 | –                 | –                 | –                 | –                 | –               | –               | –               | –               | 0–0    |
| Cincinnati            | –                 | –                 | –                 | –                 | –                 | –               | 1R              | –               | –               | 0-1    |
| Shanghai              | geen Masters 1000 | geen Masters 1000 | geen Masters 1000 | geen Masters 1000 | geen Masters 1000 | –               | –               | –               | –               | 0–0    |
| Parijs                | –                 | –                 | –                 | –                 | –                 | –               | –               | –               | –               | 0-0    |
| Olympische Spelen     |                   |                   |                   |                   |                   |                 |                 |                 |                 |        |
| Olympische Spelen     | –                 | geen toernooi     | geen toernooi     | geen toernooi     | –                 | geen toernooi   | geen toernooi   | geen toernooi   | –               | 0-0    |
| Statistieken          |                   |                   |                   |                   |                   |                 |                 |                 |                 |        |
| Totaal aantal titels  | 0                 | 0                 | 1                 | 0                 | 0                 | 0               | 0               | 0               | 0               | 1      |
| Totaal winst-verlies  | 1-2               | 5-4               | 11-8              | 1-4               | 12-13             | 6-6             | 2-5             | 0-1             | 3-4             | 41-47  |
| Eindejaarsranking     | 275               | 100               | 53                | 84                | 70                | 101             | 159             | 137             | 135             | n.v.t. |